# Sakurajima
Sakurajima (jap. 桜島 Sakura-jima), Sakurashima lub Sakurajima – aktywny wulkan w Japonii, w południowej części wyspy Kiusiu, w pobliżu miasta Kagoshima.
Znajduje się w północnej części zatoki Kagoshima. Tę część zatoki tworzy kaldera dawnego superwulkanu Aira. Wulkan Sakurajima leży ok. 8 km na południe od centrum kaldery. Ma trzy szczyty: Kita-dake (szczyt północny – 1117 m n.p.m.), Naka-dake (szczyt centralny – 1060 m) i Minami-dake (szczyt południowy – 1040 m).
Lawa wulkanu jest bardzo kwaśna, mało płynna, często zatyka komin wulkaniczny i wtedy dochodzi do gwałtownych wybuchów lub trzęsień ziemi. Na przemian zachodzące wyrzuty popiołów oraz wylewy lawy uformowały typowy stratowulkan. Okoliczne wzgórza pokryte są białym popiołem wulkanicznym, pochodzącym z wulkanu Sakurajima.

## Historia
Wulkan powstał około 13 tys. lat temu, tworząc wyspę przy południowym brzegu zalanej wodą kaldery.
Pierwszy zanotowany wybuch miał miejsce w roku 708 n.e.
Większość erupcji była typu strombolijskiego, natomiast większe erupcje typu pliniańskiego miały miejsce w latach: 1471–1476, 1779–1782 i 1914.
Aktywność wulkaniczna Kita-dake zakończyła się ok. 4900 lat temu.
W XIX w. wulkan drzemał. W 1914 r. miała miejsce poprzednia wielka erupcja, która z wysepki utworzyła półwysep. W ciągu kilku poprzedzających dni miało miejsce kilkanaście trzęsień ziemi. 11 stycznia 1914 r. miał miejsce wybuch. Powstała kolumna materiałów piroklastycznych, złożona z popiołów i dymów oraz lawiny piroklastyczne, spływające po zboczach. Po wielkim trzęsieniu ziemi 13 stycznia, w czasie którego zginęło 35 osób, erupcja zmieniła charakter. Nastąpił wypływ lawy, który trwał kilka miesięcy. Potoki lawy znacznie powiększyły wysepkę, połączyły z nią kilka mniejszych, a w końcu połączyły ją z półwyspem Ōsumi wąskim przesmykiem. Część zatoki Kagoshima uległa spłyceniu. Centrum kaldery pogrążyło się o ok. 60 cm w wyniku częściowego opróżnienia komory magmowej. Fakt, że obniżenie dna nastąpiło pod centrum zatoki, a nie bezpośrednio pod wulkanem Sakurajima świadczy, że magma pochodzi z tego samego źródła, a Sakurajima jest kontynuacją wulkanu Aira.
Na kanwie erupcji z 1914 r. nakręcono film Wrath of the Gods.
Od 1955 r. wulkan jest prawie stale czynny. Tysiące niewielkich erupcji każdego roku wyrzuca popioły na kilkanaście km wokoło.
W 1960 r. powstało Obserwatorium Wulkanu Sakurajima, które monitoruje jego aktywność. Jest to ważne z powodu dużej gęstości zaludnienia w pobliżu. Kilka km od wulkanu znajduje się 600-tysięczne miasto Kagoshima.